# Hôtel du Département (La Roche-sur-Yon)
L’hôtel du département de la Vendée, appelé localement « l’hôtel du Département », est un bâtiment situé dans le Pentagone, à La Roche-sur-Yon, dans le département de la Vendée et la région des Pays-de-la-Loire.
Ancien hôpital départemental conçu dans le cadre de la création napoléonienne de La Roche-sur-Yon, il est le siège du conseil départemental de la Vendée (anciennement dénommé conseil général) depuis la fin des années 1980.

## Situation
L’hôtel du Département se situe à La Roche-sur-Yon, dans le cœur historique de la cité napoléonienne, appelé « Pentagone », entre l’avenue du Maréchal-Foch et le boulevard d’Angleterre.

## Histoire
Pensé originellement comme hôpital militaire, il est construit au début du XIXe siècle dans le cadre de la création de la commune de Napoléon comme chef-lieu de la Vendée. En effet, par décret impérial du 25 mai 1804, Napoléon Ier prescrit la création d’un hôpital militaire, et le réaffirme dans un autre texte le 19 avril 1806. Cependant, lors de son passage dans la nouvelle préfecture le 8 août 1808, Napoléon décide que l’édifice soit civil et militaire.
Les travaux débutent en juillet 1808 et s’achèvent en 1811. L’établissement est ouvert en 1812. Au bout de quelques années, le ministère de la Guerre, propriétaire des bâtiments implantés le long de l’artère qui constitue actuellement la rue Foch, souhaite se débarrasser de la lourde charge que constitue l’entretien de ces bâtiments. Il propose de les céder au département et, le 13 janvier 1819, une ordonnance royale approuve cette cession. Le préfet de l’époque avait fortement encouragé le conseil général à accepter cette cession ; il devait évacuer les locaux appartenant à l’évêché de Luçon, locaux où avait été installé le dépôt de mendicité.
Entre 1819 et 1866, l’édifice conserve le statut d’hôpital général. Le 31 octobre 1821, une ordonnance royale prescrit le transfert des vieillards et infirmes du dépôt de Luçon à l’hôpital de Bourbon-Vendée. Bien que des aménagements y soient menés, les locaux s’avèrent être très exigus. En effet, la commission de surveillance doit louer des maisons pour pouvoir accueillir les malades, vieillards, infirmes et incurables. La révolution de 1830 amène à nouveau dans la Vendée un fort contingent de troupes et l’autorité militaire exige qu’un certain nombre de lits puisse être mis à sa disposition. L’hôpital devient, à compter du 1er janvier 1867, l’« hôpital médico-chirurgical départemental de la Vendée ». En 1869, le docteur Fillon, chirurgien, demande l’aménagement d’une salle d’opération, les interventions se faisant auparavant au milieu des salles.
Pendant le XIXe siècle et jusqu'à l'adoption de la loi du 21 décembre 1941, le personnel affilié à des congrégations religieuses a joué un rôle significatif dans la gestion quotidienne des établissements hospitaliers. En 1807, la construction d'une chapelle a été entreprise, celle-ci étant ultérieurement agrandie en 1856. Sa désaffectation a eu lieu en 1978.
Entre 1875 et 1920, les administrateurs ont entrepris de réaménager des édifices anciens pour répondre à de nouvelles exigences fonctionnelles, visant à résoudre les problèmes de surpopulation dans les hôpitaux. Ces efforts visaient à séparer les différents types de patients pour améliorer les conditions de soins : les malades présentant des affections médicales (telles que les fièvres) étaient séparés des patients nécessitant des soins chirurgicaux (comme les blessés civils), les femmes enceintes étaient isolées des personnes exerçant dans des activités publiques à caractère sexuel, les patients aisés étaient distingués des indigents, et les enfants étaient séparés des adultes. Ces objectifs étaient poursuivis à travers la réalisation de travaux d'ampleur et coûteux, cependant, les résultats obtenus étaient souvent insatisfaisants.
Avant la création d’un centre hospitalier départemental aux Oudairies, en 1977, le bâtiment faisait office d’hôpital départemental civil. Le transfert de services commence le 8 juin 1977 et le site est complètement désaffecté en 1978.
Devenu le siège de l’administration du conseil général de la Vendée à la fin des années 1980, des travaux d’extension lui adjoignent de nouveaux bâtiments entre 1987 et 1989 réalisés par Roland Castro et Jean-Luc Pellerin. Le site est inauguré en 1990.

## Protection
Propriété de l’État, les ouvertures et la toiture de l’ancien hôpital font l’objet d’une inscription au titre des Monuments historiques, par arrêté du 28 décembre 1981.